# Absalon Heuck
Absalon Heuck (* 1598 in Liesen; † 13. Mai 1669 im Kloster Himmelpforten) war von 1640 bis 1669 Abt des Klosters Bredelar. Er war maßgeblich am Wiederaufbau des Klosters nach dem Dreißigjährigen Krieg beteiligt.

## Leben
Er trat in das Zisterzienserkloster Bredelar ein. Er war Pastor in Giershagen, Subprior, Novizenmeister und Prior in Bredelar. Wegen innerklösterlicher Konflikte wurde er Beichtvater im Kloster Himmelpforten. Bereits 1640 wurde er zum Abt gewählt. Aber erst während der Verhandlungen zum Westfälischen Frieden 1647 wurde er als solcher bestätigt und geweiht. Vier Jahre später erhielt er auch die Mitra eines Abtes.
Als zuständiger Vaterabt bemühte er sich um den Wiederaufbau des Klosters Himmelpforten im Möhnetal, dessen Klostergebäude am 20. Oktober 1633 durch einen durch die Hessischen Truppen gelegten Brand stark beschädigt worden war. Im Jahr 1652 führte er eine während der Kriegszeit in Vergessenheit geratene Prozession in Upsprunge wieder ein. In Bredelar stellte er die Wirtschaft und Baulichkeiten des Klosters wieder her. Er ließ die Orgel, die astronomische Uhr, den Hochaltar und weitere Altäre, verschiedene Teile der Klostergebäude, eine Mühle und den Korbacher Hof wieder herstellen. Der Erfolg seiner Tätigkeit zeigt sich daran, dass das Kloster 1663 Geld an die Städte Marsberg und Rüthen sowie das Kloster Dalheim verIeihen konnte. Ein Jahr später lieh er Ferdinand Maximilian von Weichs erhebliche Summen. Im Kloster Himmelpforten weihte er 1665 zwei Altäre.
Im Jahr 1651 legte er beim Werler Offizialat Beschwerde über eine als widerrechtliche angesehene Visitation von Bredelar durch den Bischof von Paderborn ein. Wichtig war in seiner Zeit die Klärung des Grenzverlaufs zwischen Waldeck und dem kurkölnischen Herzogtum Westfalen.
In seiner Zeit als Abt nahm er einundzwanzig neue Brüder in das Kloster auf. Weil er auch auf eine wissenschaftlich fundierte Ausbildung Wert legte, wurden öffentliche theologische und philosophische Disputationen wieder eingeführt. Heuck war ein Freund der Musik. Er führte ihre Ausübung ins Kloster ein.
Er starb im Kloster Himmelpforten an einem Fieber. Seine Leiche wurde nach Bredelar überführt und dort beigesetzt.